# Diócesis de Baia
La diócesis de Baia, de Moldovita, de Moldawitza o de Suczawa (en latín: Dioecesis Moldaviensis y en rumano: Episcopia de Bacău) fue una circunscripción eclesiástica de la Iglesia católica en Rumania. Se trataba de una diócesis latina, sufragánea de la arquidiócesis de Leópolis. Fue suprimida en 1525.

## Territorio y organización
La diócesis extendía su jurisdicción sobre los fieles católicos de rito latino residentes en parte de Rumania.
La sede de la diócesis se encontraba en la ciudad de Baia (que inicialmente se llamaba Moldova o Moldavia, debido al río Moldova), en donde se hallaba la Catedral de la Virgen María, en ruinas desde el siglo XVIII.

## Historia
Tras la actividad misionera llevada a cabo a partir del siglo XIII por las órdenes mendicantes franciscana y dominica, se desarrollaron varias comunidades católicas de rito latino en los territorios de la actual Rumania. Esto condujo a la erección de sedes episcopales, especialmente al sur y al este de los Cárpatos (es decir, en Valaquia y Moldavia), en su mayoría de corta duración. Los húngaros comenzaron a instalarse en la región después de 1345-1347 cuando el territorio estaba bajo el control del Reino de Hungría. 
Entre estas diócesis la diócesis de Baia, conocida en algunos documentos medievales como civitas Moldaviensis (por el nombre del río que la atraviesa), era una ciudad antigua, que fuentes del siglo XIV definen como la ciudad más grande al este de los Cárpatos. Durante la época de Esteban III de Moldavia fue, por un corto tiempo, la capital del Principado de Moldavia.
En 1413 el rey Vladislao II de Polonia, cuya hija se había casado con Alejandro I de Moldavia, príncipe de Moldavia, había pedido al antipapa Juan XXIII que fundara una diócesis en la ciudad de Baia, donde había una comunidad católica. Juan XXIII, en una carta fechada el 7 de agosto de 1413, encargó al obispo de Kamianets que sondeara el terreno y obtuviera la información necesaria sobre la oportunidad de tal fundación y sobre el dominico Juan Ryza, a quien el rey polaco propuso como titular de la nueva sede. También se le encargó proceder a la erección de la diócesis, a la consagración de la catedral y al nombramiento del nuevo obispo.
Se desconoce la fecha oficial de la erección de la diócesis. Los historiadores lo sitúan entre noviembre de 1417, fecha de elección al trono papal del papa Martín V, que erigió la diócesis, y 1420, año en que el obispo Ryza escribió al mismo papa, definiéndose como episcopus Moldaviensis. Según Carol Auner, la diócesis fue erigida en 1418, y de hecho absorbió la anterior diócesis moldava de Siret.
A Jan Ryza se debe la construcción de la catedral dedicada a la Virgen María (entre 1417 y 1420), de la que hoy sólo quedan ruinas. De hecho, Baia sufrió una grave destrucción primero a manos del rey húngaro Matías Corvino (el 15 de diciembre de 1467) y luego del sultán otomano Mehmet II (en 1476).
La decadencia y despoblación de Baia contribuyó al fin de la diócesis, que se produjo con la muerte del último obispo Michał Marynowski en 1525.

## Episcopologio
- Jan Ryza, O.P. † (circa 1418-1438 falleció)
- Piotr Grisper (o Cipser), O.P. † (30 de abril de 1438-1457 falleció)
- Jan Kemulem, O.F.M. † (8 de julio de 1457-1472 falleció)
- Piotr de Insula (Fenesi) † (29 de marzo de 1476-1484 falleció)
- Szymon Dobriolanus † (14 de noviembre de 1484-1497 falleció)
- Tomasz Batscha, O.P. † (20 de septiembre de 1497-1503)
- Michał Marynowski † (1510-1525 falleció)